# Never Die Young
Pour plus de détails, voir Fiche technique et Distribution.
Never Die Young est un film documentaire luxembourgeois réalisé par Pol Cruchten et sorti en 2013.

## Synopsis
Guido Peter est né en 1957 à Pétange. À l'âge de 12 ans, il est envoyé dans un internat à Arlon. Après trois ans, il retourne à Pétange, mais la vie est différente. Guido a grandi et se comporte différemment. Il perd toute confiance dans les autorités et commence à se droguer. Il devient dépendant et, pour financer sa dépendance, il se met à vendre de l'héroïne. Mais il ne faut pas longtemps avant que la vie telle qu'il la connaît s'arrête brusquement. Il est paralysé et attaché à un fauteuil roulant.

## Fiche technique
- Titre original : Never Die Young[1],[2]
- Réalisation : Pol Cruchten
- Scénario : Pol Cruchten, Émilie Grandperret
- Photographie : Jerzy Palacz
- Montage : Dominique Galliéni, Dominique Vieillard
- Décors : Yves Le Peillet
- Production : Pol Cruchten, Jeanne Geiben
- Sociétés de production : Red Lion
- Pays de production :  Luxembourg
- Langue originale : français
- Format : couleurs
- Genre : film documentaire
- Durée : 66 minutes
- Dates de sortie : 
  - Luxembourg : 30 mars 2013 (Festival de cinéma de la Ville de Luxembourg) ; 24 septembre 2014 (sortie nationale)

## Distribution

### Version française
- Robinson Stévenin : l'homme (voix)
- Laurence Côte : la femme (voix)

### Version allemande
- August Diehl : l'homme (voix)
- Sophie Rois : la femme (voix)

## Production
Le film n'est pas un documentaire classique ; il est également décrit comme « docu-fiction » ou « documentaire de fiction »,. Il raconte la vie d'une personne réelle mais sans dialogue. Une voix raconte l'histoire et des plans grand angle sont projetés.
Dans une interview, Pol Cruchten a déclaré qu'il connaissait le protagoniste du film depuis 15 ans et qu'il lui rendait régulièrement visite. Dans une autre interview, il mentionne la personne comme étant son cousin, qui aurait inspiré le film.
Initialement, il était prévu d'incorporer dans le film des entretiens avec des experts concernés. Ils ont également été filmés, puis ressortis plus tard.
Le film a été tourné principalement au Luxembourg, avec quelques plans à Colmar en Alsace et à La Panne sur la côte belge.
L'adaptation allemande de l'original français a été réalisée par l'auteur à succès allemand Daniel Kehlmann et l'adaptation anglaise par le dramaturge britannique Christopher Hampton.